# Liste der Kulturdenkmäler in Hilgenroth
In der Liste der Kulturdenkmäler in Hilgenroth sind alle Kulturdenkmäler der rheinland-pfälzischen Ortsgemeinde Hilgenroth aufgelistet. Grundlage ist die Denkmalliste des Landes Rheinland-Pfalz (Stand 4. Mai 2023).

## Einzeldenkmäler
| Bezeichnung                                  | Lage                | Baujahr                           | Beschreibung | Bild            |
| -------------------------------------------- | ------------------- | --------------------------------- | --- | --------------- |
| Evangelische Pfarrkirche Unserer Lieben Frau | Hauptstraße 12 Lage | 1433                              | romanischer Westturm, einschiffiges Langhaus, 1433 | Fotos hochladen |
| Pfarrhaus                                    | Hauptstraße 15 Lage | erste Hälfte des 19. Jahrhunderts | ehemaliges evangelisches Pfarrhaus; fünfachsiger klassizistischer Massivbau, erste Hälfte des 19. Jahrhunderts, Fachwerknebengebäude, teilweise umfriedetes Gelände; Gesamtanlage | BW              |